# Mark Hentemann
Mark Hentemann är en amerikansk manusförfattare för TV-serier, mest känd för sitt arbete med den animerade serien Family Guy där han skrivit flera episoder. Han har också gjort röster till flera av de lite mindre framträdande karaktärerna i serien, däribland Phony Guy och Opie
Hentemann har även skrivit för The Late Show with David Letterman. 

## Karriär
Hentemann växte upp i Cleveland, Ohio, och började sin karriär som en "gratulationskort-författare" och illustratör för American Greetings. Hans kort fångade den kände TV-profilen David Lettermans intresse och han gav snart Hentemann hans första jobb inom TV när han fick skriva för The Late Show.
Mark Hentemann var sedan med redan under den första säsongen av Family Guy; då som manusförfattare, numera som exekutiv producent och "showrunner" tillsammans med kollegan Steve Callaghan. 
Hentemann har också skrivit, producerat och agerat röstskådespelare på flera andra TV-serier, bland andra 3 South som han skapade för MTV.